# Гребенеста нилска жаба
Гребенеста нилска жаба (Ptychadena mascareniensis) е вид жаба от семейство Ptychadenidae. Видът не е застрашен от изчезване.

## Разпространение
Разпространен е в Ангола, Ботсвана, Габон, Гана, Гвинея, Гвинея-Бисау, Демократична република Конго, Египет, Екваториална Гвинея, Етиопия, Замбия, Зимбабве, Камерун, Кения, Кот д'Ивоар, Либерия, Мавритания, Мадагаскар, Малави, Мозамбик, Намибия, Нигерия, Руанда, Сенегал, Сиера Леоне, Танзания, Централноафриканска република, Южен Судан и Южна Африка. Внесен е в Мавриций, Реюнион и Сейшели.

## Описание
Популацията на вида е стабилна.